# Llista de cançons del Guitar Hero III: Legends of Rock
Repertori complet de la banda sonora que inclou el videojoc musical Guitar Hero III: Legends of Rock, tercera seqüela de la saga Guitar Hero. Distribuït per Activision i RedOctane, és el primer títol de la franquícia desenvolupat per Neversoft. Va sortir a la venda a finals del 2007 per les consoles PlayStation 2, PlayStation 3, Xbox 360 i Wii, a més de les versions per ordinadors Microsoft Windows i Apple Macintosh.
El videojoc conté un repertori de 73 cançons, de les quals 39 estan incloses en la llista del mode carrera, tres són pels duels contra els "caps" (Tom Morello, Slash i Lou the Devil), sis són exclusives del mode carrera cooperativa i les 25 restants són de bonificació. Les versions per les consoles Xbox 360 i PlayStation 3 estan preparades per suportar el material descarregable d'internet en forma de noves cançons. A data de 12 de setembre de 2008, hi ha disponibles 62 cançons per ambdues consoles, de manera que aquestes disposen d'un total de 135 cançons.

## Repertori principal
El Guitar Hero III: Legends of Rock conté 48 cançons entre els modes carrera individual i carrera cooperativa. Aquestes cançons estan dividides en vuit etapes o escenaris a partir de la seva dificultat, en el cas del mode cooperatiu només sis. Els jugadors han de completar la llista de cançons de cada escenari, totalment o parcialment segons l'escenari, per accedir al següent. Com a novetat d'aquesta versió, en el mode carrera, el jugador ha de superar tres batalles enfront dels "caps".
Un cop s'ha començat un escenari, independentment del nivell de dificultat, les cançons que conté esdevenen desbloquejades per la resta de modes excepte la cançó extra de l'escenari i les batalles amb els "caps", que només estan disponibles en el mode carrera individual. Tanmateix, aquestes cançons estan disponibles com a material descarregable per les versions de Xbox 360 i PlayStation 3. Les cançons extres, una per cada escenari, es desbloquegen en superar l'escenari i són diferents entre el mode carrera individual i el mode cooperatiu. Totes les cançons poden ser desbloquejades per tots els modes mitjançant un codi especial.
| Any  | Títol                                | Artista                                            | Original | Escenari carrera               | Escenari cooperatiu                     |
| ---- | ------------------------------------ | -------------------------------------------------- | -------- | ------------------------------ | --------------------------------------- |
| 2007 | "3's & 7's"                          | Queens of the Stone Age                            | 1        | 7. Live in Japan               | 5. Jailhouse Rock                       |
| 2007 | "Anarchy in the U.K."                | Sex Pistols                                        | 1        | 4. European Invasion           | 3. Over Night Success                   |
| 1977 | "Barracuda"                          | Heart                                              |          | 2. Your First Real Gig         | 1. Getting a Band Together              |
| 2004 | "Before I Forget"                    | Slipknot                                           | 1        | 7. Live in Japan               | -                                       |
| 1970 | "Black Magic Woman"                  | Santana                                            |          | 6. Hottest Band on Earth       | 4. Getting the Band Back Together       |
| 1992 | "Black Sunshine"                     | White Zombie                                       |          | 6. Hottest Band on Earth       | 5. Jailhouse Rock                       |
| 1996 | "Bulls on Parade"                    | Rage Against the Machine                           | 1        | 2. Your First Real Gig Extra   | 1. Getting a Band Together              |
| 1993 | "Cherub Rock"                        | The Smashing Pumpkins                              | 1        | 6. Hottest Band on Earth       | 4. Getting the Band Back Together       |
| 1972 | "Cities on Flame with Rock and Roll" | Blue Öyster Cult                                   |          | -                              | 4. Getting the Band Back Together Extra |
| 1990 | "Cliffs of Dover"                    | Eric Johnson                                       |          | 8. Battle for Your Soul        | -                                       |
| 2007 | "Cult of Personality"                | Living Colour                                      | 1        | 7. Live in Japan Extra         | 6. Battle for Your Souls                |
| 2007 | "The Devil Went Down to Georgia"     | Steve Ouimette (Inspirada en Charlie Daniels Band) | 1        | 8. Battle for Your Soul Duel   | -                                       |
| 1991 | "Even Flow"                          | Pearl Jam                                          | 1        | 4. European Invasion Extra     | -                                       |
| 2007 | "Guitar Battle vs. Slash"            | Slash                                              | 1        | 5. Big House Blues Duel        | -                                       |
| 2007 | "Guitar Battle vs. Tom Morello"      | Tom Morello                                        | 1        | 2. Your First Real Gig Duel    | -                                       |
| 2005 | "Helicopter"3                        | Bloc Party                                         | 1        | -                              | 5. Jailhouse Rock Extra                 |
| 1980 | "Hit Me With Your Best Shot"         | Pat Benatar                                        |          | 1. Starting Out Small          | -                                       |
| 1980 | "Holiday in Cambodia"                | Dead Kennedys                                      |          | 5. Big House Blues             | 4. Getting the Band Back Together       |
| 2006 | "Knights of Cydonia"                 | Muse                                               | 1        | 7. Live in Japan               | 6. Battle for Your Souls                |
| 1990 | "Kool Thing"                         | Sonic Youth                                        | 1        | 4. European Invasion           | 2. We Just Wanna Be Famous              |
| 1973 | "La Grange"                          | ZZ Top                                             |          | 5. Big House Blues             | -                                       |
| 2006 | "Lay Down"                           | Priestess                                          | 1        | 3. Making the Video            | 3. Over Night Success                   |
| 2006 | "The Metal"                          | Tenacious D                                        | 1        | 6. Hottest Band on Earth       | 5. Jailhouse Rock                       |
| 2006 | "Miss Murder"                        | AFI                                                | 1        | 3. Making the Video            | 2. We Just Wanna Be Famous              |
| 1970 | "Mississippi Queen"                  | Mountain                                           |          | 2. Your First Real Gig         | -                                       |
| 2006 | "Monsters"                           | Matchbook Romance                                  | 1        | -                              | 6. Battle for Your Souls Extra          |
| 1994 | "My Name Is Jonas"                   | Weezer                                             | 1        | 4. European Invasion           | 5. Jailhouse Rock                       |
| 1982 | "The Number of the Beast"            | Iron Maiden                                        | 1        | 8. Battle for Your Soul        | 6. Battle for Your Souls                |
| 1988 | "One"3                               | Metallica                                          | 1        | 8. Battle for Your Soul        | 6. Battle for Your Souls                |
| 1966 | "Paint It Black"                     | The Rolling Stones                                 | 1        | 3. Making the Video Extra      | -                                       |
| 1970 | "Paranoid"                           | Black Sabbath                                      |          | 4. European Invasion           | 3. Over Night Success                   |
| 1983 | "Pride and Joy"                      | Stevie Ray Vaughan                                 |          | 6. Hottest Band on Earth Extra | -                                       |
| 1986 | "Raining Blood"                      | Slayer                                             | 1        | 8. Battle for Your Soul        | -                                       |
| 2003 | "Reptilia"                           | The Strokes                                        | 1        | -                              | 2. We Just Wanna Be Famous Extra        |
| 1975 | "Rock and Roll All Nite"             | Kiss                                               |          | 1. Starting Out Small Extra    | -                                       |
| 1984 | "Rock You Like a Hurricane"          | Scorpions                                          |          | 5. Big House Blues             | -                                       |
| 1994 | "Sabotage"                           | Beastie Boys                                       | 1        | -                              | 1. Getting a Band Together Extra        |
| 1974 | "Same Old Song and Dance"3           | Aerosmith                                          | 1        | 5. Big House Blues             | 4. Getting the Band Back Together       |
| 1972 | "School's Out"                       | Alice Cooper                                       |          | 2. Your First Real Gig         | 2. We Just Wanna Be Famous              |
| 1971 | "The Seeker"                         | The Who                                            |          | 3. Making the Video            | 2. We Just Wanna Be Famous              |
| 1975 | "Slow Ride"                          | Foghat                                             |          | 1. Starting Out Small          | 1. Getting a Band Together              |
| 1990 | "Story of My Life"                   | Social Distortion                                  |          | 1. Starting Out Small          | -                                       |
| 2005 | "Stricken"                           | Disturbed                                          | 1        | 7. Live in Japan               | -                                       |
| 1991 | "Suck My Kiss"                       | Red Hot Chili Peppers                              | 1        | -                              | 3. Over Night Success Extra             |
| 1968 | "Sunshine of Your Love"              | Cream                                              |          | 2. Your First Real Gig         | -                                       |
| 1986 | "Talk Dirty to Me"2                  | Poison                                             |          | 1. Starting Out Small          | -                                       |
| 1987 | "Welcome to the Jungle"              | Guns N' Roses                                      | 1        | 5. Big House Blues Extra       | 3. Over Night Success                   |
| 2006 | "When You Were Young"                | The Killers                                        | 1        | 3. Making the Video            | 1. Getting a Band Together              |

## Cançons de bonificació
El videojoc conté una llista de 25 cançons de bonificació independentment de la consola. Totes les cançons excepte excepte una, s'aconsegueixen comprant en la botiga virtual del joc mitjançant els diners aconseguits en el mode carrera. L'excepció es tracta de "Through the Fire and Flames" de DragonForce, que es desbloqueja després de completar tot el mode carrera independentment del nivell de dificultat. Aquesta cançó es pot tocar mentre apareixen els crèdits encara que no és necessari.
| Year | Títol                          | Artista                 | Original |
| ---- | ------------------------------ | ----------------------- | -------- |
| 1995 | "Avalancha"3                   | Héroes del Silencio     | 1        |
| 2006 | "Can't Be Saved"               | Senses Fail             | 1        |
| 2006 | "Closer"                       | Lacuna Coil             | 1        |
| 2006 | "Don't Hold Back"              | The Sleeping            | 1        |
| 2007 | "Down 'N Dirty"                | LA Slum Lords           | 1        |
| 2005 | "F.C.P.R.E.M.I.X."             | The Fall of Troy        | 1        |
| 2005 | "Generation Rock"              | Revolverheld            | 1        |
| 2006 | "Go That Far"3                 | Bret Michaels Band      | 1        |
| 1988 | "Hier Kommt Alex"              | Die Toten Hosen         | 1        |
| 2005 | "I'm in the Band"              | Hellacopters            | 1        |
| 2008 | "Impulse"                      | An Endless Sporadic     | 1        |
| 2006 | "In Love"                      | Scouts of St. Sebastian | 1        |
| 2006 | "In the Belly of a Shark"      | Gallows                 | 1        |
| 2007 | "Mauvais Garçon"               | Naast                   | 1        |
| 2007 | "Metal Heavy Lady"             | Lions                   | 1        |
| 2003 | "Minus Celsius"                | Backyard Babies         | 1        |
| 2006 | "My Curse"                     | Killswitch Engage       | 1        |
| 2007 | "Nothing for Me Here"          | Dope                    | 1        |
| 2006 | "Prayer of the Refugee"        | Rise Against            | 1        |
| 2004 | "Radio Song"                   | Superbus                | 1        |
| 2007 | "Ruby"                         | Kaiser Chiefs           | 1        |
| 1989 | "She Bangs the Drums"          | The Stone Roses         |          |
| 2006 | "Take This Life"               | In Flames               | 1        |
| 2006 | "The Way It Ends"              | Prototype               | 1        |
| 2006 | "Through the Fire and Flames"3 | DragonForce             | 1        |

## Cançons descarregables
Les versions del joc per les consoles Xbox 360 i PlayStation 3 disposen de la possibilitat de descarregar material addicional en les respectives botigues online. La majoria de cançons es poden adquirir en packs de tres o ser comprades individualment com a senzills. La majoria de packs van sortir a la venda al mateix dia per ambdues plataformes, Xbox Live Marketplace i PlayStation Store, excepte les dues cançons exclusives i el "Companion Pack".
| Any  | Títol                                            | Artista                                          | Original | Data llançament         | Senzill / Pack                    |
| ---- | ------------------------------------------------ | ------------------------------------------------ | -------- | ----------------------- | --------------------------------- |
| 2007 | "Carcinogen Crush"                               | AFI                                              | 1        | 31 d'octubre de 2007    | Companion Pack                    |
| 2007 | "Tina"                                           | Flyleaf                                          | 1        | 31 d'octubre de 2007    | Companion Pack                    |
| 2007 | "Putting Holes in Happiness (Nick Zinner Remix)" | Marilyn Manson                                   | 1        | 31 d'octubre de 2007    | Companion Pack                    |
| 2002 | "All My Life"                                    | Foo Fighters                                     | 1        | 8 de novembre de 2007   | Foo Fighters Pack                 |
| 2007 | "The Pretender"3                                 | Foo Fighters                                     | 1        | 8 de novembre de 2007   | Foo Fighters Pack                 |
| 1995 | "This Is a Call"                                 | Foo Fighters                                     | 1        | 8 de novembre de 2007   | Foo Fighters Pack                 |
| 2007 | "She Builds Quick Machines"                      | Velvet Revolver                                  | 1        | 8 de novembre de 2007   | Velvet Revolver Pack              |
| 2004 | "Slither"                                        | Velvet Revolver                                  | 1        | 8 de novembre de 20077  | Velvet Revolver Pack              |
| 2007 | "Messages"                                       | Velvet Revolver                                  | 1        | 8 de novembre de 2007   | Velvet Revolver Pack              |
| 2007 | "Tom Morello Guitar Battle"3                     | Tom Morello                                      | 1        | 15 de novembre de 2007  | Boss Battle Pack5                 |
| 2007 | "Slash Guitar Battle"3                           | Slash                                            | 1        | 15 de novembre de 2007  | Boss Battle Pack5                 |
| 2007 | "The Devil Went Down to Georgia"3                | Steve Ouimette Inspirada en Charlie Daniels Band | 1        | 15 de novembre de 2007  | Boss Battle Pack5                 |
| 2004 | "Halo Theme MJOLNIR Mix"3                        | O'Donnell/Salvatori/Vai                          | 1        | 22 de novembre de 20076 | Senzill5                          |
| 2007 | "Ernten Was Wir Säen"                            | Die Fantastischen Vier                           | 1        | 20 de desembre de 2007  | Senzill                           |
| 1996 | "So Payaso"3                                     | Extremoduro                                      | 1        | 20 de desembre de 2007  | Senzill                           |
| 1980 | "Antisocial"                                     | Trust                                            | 1        | 20 de desembre de 2007  | Senzill                           |
| 2007 | "We Three Kings"3                                | Steve Ouimette                                   | 1        | 20 de desembre de 2007  | Senzill5                          |
| 2007 | "Pretty Handsome Awkward"                        | The Used                                         | 1        | 20 de desembre de 2007  | Warner/Reprise Track Pack         |
| 2007 | "No More Sorrow"                                 | Linkin Park                                      | 1        | 20 de desembre de 2007  | Warner/Reprise Track Pack         |
| 2006 | "Sleeping Giant"                                 | Mastodon                                         | 1        | 20 de desembre de 2007  | Warner/Reprise Track Pack         |
| 1980 | "Any Way You Want It"                            | Journey                                          | 1        | 24 de gener de 2008     | Classic Rock Track Pack           |
| 1981 | "Jukebox Hero"                                   | Foreigner                                        | 1        | 24 de gener de 2008     | Classic Rock Track Pack           |
| 1976 | "Peace of Mind"                                  | Boston                                           | 1        | 24 de gener de 2008     | Classic Rock Track Pack           |
| 2007 | "Dream On"                                       | Aerosmith                                        | 1        | 16 de febrer de 20087   | Senzill                           |
| 1996 | "Excuse Me Mr."                                  | No Doubt                                         | 1        | 28 de febrer de 2008    | No Doubt Track Pack               |
| 1996 | "Don't Speak"                                    | No Doubt                                         | 1        | 28 de febrer de 2008    | No Doubt Track Pack               |
| 1996 | "Sunday Morning"                                 | No Doubt                                         | 1        | 28 de febrer de 2008    | No Doubt Track Pack               |
| 2007 | "The Arsonist"                                   | Thrice                                           | 1        | 6 de març de 2008       | Modern Metal Track Pack           |
| 2006 | "Hole in the Earth"                              | Deftones                                         | 1        | 6 de març de 2008       | Modern Metal Track Pack           |
| 2007 | "Almost Easy"                                    | Avenged Sevenfold                                | 1        | 6 de març de 2008       | Modern Metal Track Pack           |
| 2007 | "Famous For Nothing"                             | Dropkick Murphys                                 | 1        | 13 de març de 2008      | Dropkick Murphys Track Pack5      |
| 2007 | "(F)lannigan's Ball"                             | Dropkick Murphys                                 | 1        | 13 de març de 2008      | Dropkick Murphys Track Pack5      |
| 2007 | "Johnny, I Hardly Knew Ya"                       | Dropkick Murphys                                 | 1        | 13 de març de 2008      | Dropkick Murphys Track Pack5      |
| 2008 | "Nine Lives"                                     | Def Leppard                                      | 1        | 24 d'abril de 2008      | Def Leppard Track Pack            |
| 1983 | "Rock of Ages" (Live)                            | Def Leppard                                      | 1        | 24 d'abril de 2008      | Def Leppard Track Pack            |
| 1983 | "Photograph" (Live)                              | Def Leppard                                      | 1        | 24 d'abril de 2008      | Def Leppard Track Pack            |
| 2006 | "Exo-Politics"                                   | Muse                                             | 1        | 8 de maig de 2008       | Muse Track Pack                   |
| 2006 | "Supermassive Black Hole"                        | Muse                                             | 1        | 8 de maig de 2008       | Muse Track Pack                   |
| 2003 | "Stockholm Syndrome"                             | Muse                                             | 1        | 8 de maig de 2008       | Muse Track Pack                   |
| 2008 | "(We Are) The Road Crew"1                        | Motörhead                                        | 1        | 5 de juny de 2008       | Motörhead Track Pack              |
| 2008 | "Stay Clean"1                                    | Motörhead                                        | 1        | 5 de juny de 2008       | Motörhead Track Pack              |
| 2008 | "Motorhead"1                                     | Motörhead                                        | 1        | 5 de juny de 2008       | Motörhead Track Pack              |
| 2008 | "The End Begins (to Rock)"                       | God of War II                                    | 1        | 7 de juny de 20088      | Senzill5                          |
| 2006 | "Shoot the Runner"                               | Kasabian                                         | 1        | 12 de juny de 2008      | Isle of Wight Festival Track Pack |
| 2004 | "I Predict a Riot"                               | Kaiser Chiefs                                    | 1        | 12 de juny de 2008      | Isle of Wight Festival Track Pack |
| 2008 | "Problems" (Live at Brixton)                     | Sex Pistols                                      | 1        | 12 de juny de 2008      | Isle of Wight Festival Track Pack |
| 2008 | "Violet Hill"                                    | Coldplay                                         | 1        | 19 de juny de 2008      | Coldplay Track Pack               |
| 2000 | "Yellow"                                         | Coldplay                                         | 1        | 19 de juny de 2008      | Coldplay Track Pack               |
| 2002 | "God Put a Smile upon Your Face"                 | Coldplay                                         | 1        | 19 de juny de 2008      | Coldplay Track Pack               |
| 2008 | "I Am Murloc"                                    | L70ETC                                           | 1        | 26 de juny de 2008      | Senzill5                          |
| 1986 | "Top Gun Anthem"                                 | Steve Ouimette9                                  | 1        | 3 de juliol de 2008     | Senzill                           |
| 1987 | "Surfing with the Alien"                         | Joe Satriani                                     | 1        | 24 de juliol de 2008    | Guitar Virtuoso Track Pack        |
| 1990 | "For the Love of God"                            | Steve Vai                                        | 1        | 24 de juliol de 2008    | Guitar Virtuoso Track Pack        |
| 2006 | "Soothsayer"                                     | Buckethead                                       | 1        | 24 de juliol de 2008    | Guitar Virtuoso Track Pack        |
| 2006 | "Operation Ground and Pound"3                    | DragonForce                                      | 1        | 21 d'agost de 2008      | DragonForce Track Pack            |
| 2006 | "Revolution Deathsquad"3                         | DragonForce                                      | 1        | 21 d'agost de 2008      | DragonForce Track Pack            |
| 2008 | "Heroes of Our Time"3                            | DragonForce                                      | 1        | 21 d'agost de 2008      | DragonForce Track Pack            |
| 2008 | "That Was Just Your Life"                        | Metallica                                        | 1        | 12 de setembre de 2008  | Death Magnetic                    |
| 2008 | "The End of the Line"                            | Metallica                                        | 1        | 12 de setembre de 2008  | Death Magnetic                    |
| 2008 | "Broken, Beat & Scarred"                         | Metallica                                        | 1        | 12 de setembre de 2008  | Death Magnetic                    |
| 2008 | "The Day That Never Comes"                       | Metallica                                        | 1        | 12 de setembre de 2008  | Death Magnetic                    |
| 2008 | "All Nightmare Long"                             | Metallica                                        | 1        | 12 de setembre de 2008  | Death Magnetic                    |
| 2008 | "Cyanide"                                        | Metallica                                        | 1        | 12 de setembre de 2008  | Death Magnetic                    |
| 2008 | "The Unforgiven III"                             | Metallica                                        | 1        | 12 de setembre de 2008  | Death Magnetic                    |
| 2008 | "The Judas Kiss"                                 | Metallica                                        | 1        | 12 de setembre de 2008  | Death Magnetic                    |
| 2008 | "Suicide & Redemption J.H."                      | Metallica                                        | 1        | 12 de setembre de 2008  | Death Magnetic                    |
| 2008 | "Suicide & Redemption K.H."                      | Metallica                                        | 1        | 12 de setembre de 2008  | Death Magnetic                    |
| 2008 | "My Apocalypse"                                  | Metallica                                        | 1        | 12 de setembre de 2008  | Death Magnetic                    |

## CD amb Banda Sonora
Per tal de promocionar el llançament del videojoc, es va editar un CD titulat Guitar Hero III: Legends of Rock Companion Pack amb part de la banda sonora del joc. Algunes de les cançons es van introduir en els packs descarregables des de Xbox Live Marketplace i PlayStation Store. El CD incloïa un codi especial que permetia als usuaris de la Xbox 360, descarregar el "Companion Pack" gratuïtament. El 7 d'agost de 2008 es va posar a disposició de tothom per 500 Microsoft Points per Xbox 360 i 6,25$ per PlayStation 3.
| N. cançó | Títol                                                   | Artista                 |
| -------- | ------------------------------------------------------- | ----------------------- |
| 1        | "Guitar Hero III Intro"                                 | Slash                   |
| 2        | "Cherub Rock"                                           | The Smashing Pumpkins   |
| 3        | "3's and 7's"                                           | Queens of the Stone Age |
| 4        | "Miss Murder"                                           | AFI                     |
| 5        | "Slither"                                               | Velvet Revolver         |
| 6        | "Kool Thing"                                            | Sonic Youth             |
| 7        | "Cult of Personality (Guitar Hero Version)"             | Living Colour           |
| 8        | "Putting Holes in Happiness (Nick Zinner Remix)"        | Marilyn Manson          |
| 9        | "Tina"                                                  | Flyleaf                 |
| 10       | "Prayer of the Refugee"                                 | Rise Against            |
| 11       | "The Devil Went Down to Georgia (Guitar Hero Original)" | Steve Ouimette          |